# Republiken Kinas armé
Republiken Kinas armé är den största grenen i Republiken Kinas nationella försvar. (ROCA, även retroaktivt Kinas armé eller informellt Taiwanesiska armén.) Cirka 80 procent av dess styrkor är förlagda på Taiwan, medan återstoden finns på de mindre öarna Kinmen, Matsuöarna, Taiping Dao, och Pescadorerna. Dess syfte är att försvara landet militärt. 

## Syfte
Republiken Kinas armé är den sista försvarslinjen mot en möjlig invasion av Taiwan från exempelvis Folkets befrielsearmé, PLA och dess främsta fokus är på försvar och motattacker mot amfibiekrigföring och strid i bebyggelse. 

### Historia
Dess ursprung är Nationella revolutionära armén som bildades i samband med Kinesiska inbördeskriget av Kuomintang, som då var en nationalistisk politisk rörelse. De deltog i Andra kinesisk-japanska kriget och Nordfälttåget. När de successivt förlorade fotfästet på det kinesiska fastlandet så kom de att retirera till ön Formosa. Där deltog de i Oktober 1949 i Slaget om Kinmen vilket förhindrade att ön invaderades. 

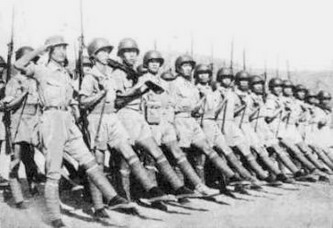
På marsch i Indien

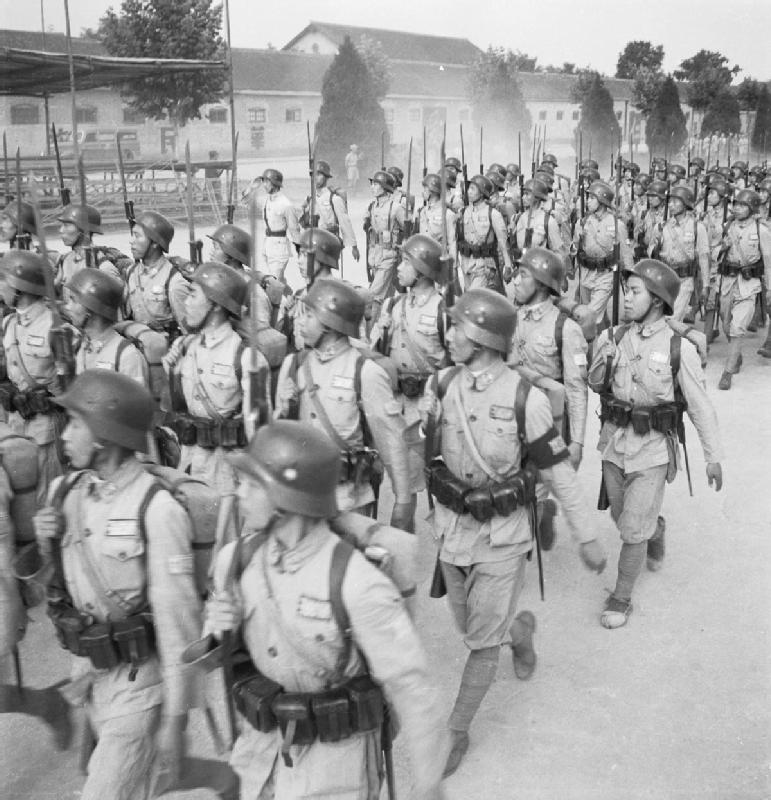
På marsch i Chengdu 1944

Under den perioden skickades regelbundet kommandosoldater iland för att göra räder mot PLA. Detta var inte framgångsrikt om syftet var att återta fastlandet, men förberedde armén på amfibiekrigföring.

### Efter 1988
Sedan krigslagstiftningen hävts 1988 har arméns huvuduppdrag reducerats till att försvara Taiwan och dess öar utanför kusten – och inkluderar inte längre återtagande av Kinas fastland. Som en del av denna förändring av strategin har antalet trupper i armén ständigt minskat sedan 1990-talet. Under åren har ROCA successivt moderniserat sina styrkor och är idag en teknologiskt avancerad styrka. De har stöd av USA som förser dem med stora delar utrustning. 

## Organisation
Fram till 2005 fanns de tre arméerna nord, syd, och mitten med underordnade sju pansarbrigader, två mekaniserade infanteribrigader, tio infanteribrigader, tre mobila divisioner och två luftvärnsgrupper. Sju lätta infanteridivisioner finns tillgängliga som ytterligare militära reserver. Värnplikt är obligatoriskt för män, vilket ger 100 000 man och 1,5 miljoner reservister. Idag är de omskapades till en ny typ av enhet, kallad försvars-lag eller -grupp (守備隊), bildade av delar av de gamla brigaderna. Storleken på dessa försvarsgrupper är mycket varierande men motsvarar i stort organisationen innan men exempelvis finns nu en central enhet. 
Arméns militära kommando leds av en 3-stjärnig general som är ansvarig för det övergripande befälet över alla stridskrafter i republikens armé. Arméns högkvarter rapporterar till chefen för generalstaben (militär), ministern för nationellt försvar (civilt) och Republiken Kinas president. 